# Serravalle Scrivia
Serravalle Scrivia är en ort och kommun i provinsen Alessandria i regionen Piemonte i Italien. Kommunen hade 6 015 invånare (2018).